# Ted V. Mikels
Ted V. Mikels (29 de abril de 1929 – 16 de octubre de 2016) fue un cineasta independiente de nacionalidad estadounidense, director principalmente de películas de culto del género de horror, entre las cuales figuran Girl in Gold Boots (1968), The Astro-Zombies (1968), y The Doll Squad (1973).
En los años 1960 y 1970, Mikels también dirigió un sello discográfico propio, Geneni Records, con el cual lanzaba principalmente grabaciones de publicidad radiofónica utilizadas para promover sus proyectos cinematográficos, aunque también para grabar sencillos de artistas como Vic Lance y Little Leon Payne.

## Biografía
Su verdadero nombre era Theodore Vincent Mikacevich, y nació en Saint Paul, Minesota, siendo sus padres un inmigrante de origen croata que trabajaba como carnicero , y una herborista procedente de Rumania.
En sus años de escuela, fue fotógrafo aficionado que hacía sus propias cintas en su cuarto de baño. Se encontraba estudiando 8.º grado cuando pudo participar en una cinta protagonizada por William Powell, pero el inicio de la Segunda Guerra Mundial forzó la cancelación del proyecto. A los 15 años de edad participaba con regularidad en producciones teatrales, desarrollando a la vez su interés por el rodaje cinematográfico.
En los años 1950 Mikels se mudó a Bend, Oregón, ingresando en el pequeño grupo teatral Bend Community Players, fundando además una compañía productora cinematográfica propia, con la que pronto inició la producción de documentales educativos y cortos dramáticos.
Además, como jinete, experto arquero y extra, contribuyó a la producción de varios filmes de Hollywood rodados en el Oregón Central. En la película The Indian Fighter enseñaba a los encargados de efectos especiales la técnica para que las flechas incendiarias parecieran auténticas. Antes de dejar Oregón a principios de los años 1960, Mikels escribió y dirigió su primer largometraje, Strike Me Deadly (1963). 
En 1993, Mikels empezó a dirigir TVM Studios, una productora de cine y vídeo en Las Vegas, Nevada. El 28 de agosto de 2005 recibió un Certificado de Reconocimiento de manos de la vicegobernadora de Nevada Lorraine Hunt por su contribución a la industria del cine.
Ted V. Mikels falleció el 16 de octubre de 2016 en Las Vegas, a los 87 años de edad, a causa de un cáncer colorrectal.

## Filmografía (selección)
- 1955 : The Indian Fighter - extra
- 1957 : Oregon Passage - extra
- 1958 : Tonka - extra
- 1963 : Strike Me Deadly - guionista, productor, director
- 1964 : Dr. Sex - guionista, productor, director
- 1964 : Genesis – director de fotografía, editor
- 1965 : Orgy of the Dead – ayudante de dirección
- 1965 : Day of the Nightmare - director de fotografía
- 1965 : One Shocking Moment - guionista, productor, director
- 1966 : Agent for H.A.R.M. - director de fotografía
- 1966 : The Black Klansman - productor, editor, director
- 1967 : The Hostage - director de fotografía
- 1967 : Catalina Caper - director de fotografía
- 1968 : Girl in Gold Boots - productor, director
- 1969 : The Astro-Zombies - guionista, productor, editor, director
- 1971 : The Corpse Grinders - productor, editor, sonido, director
- 1972 : Children Shouldn't Play with Dead Things – productor ejecutivo
- 1973 : Blood Orgy of the She-Devils - guionista, productor, editor, director
- 1973 : The Doll Squad - guionista, productor, editor, director
- 1977 : The Worm Eaters - productor
- 1977 : Alex Joseph and His Wives - guionista, productor, editor, director
- 1979 : Missile X: The Neutron Bomb Incident - guionista, productor
- 1982 : Ten Violent Women - guionista, productor, editor, director
- 1986 : The Aftermath - productor
- 1987 : Angel of Vengeance - guionista, productor, director
- 1988 : Knee Dancing - director de fotografía
- 1991 : Mission: Killfast - productor, director
- 1993 : Little Red Riding Hood Saves the Big Bad Wolf (corto) - director
- 1994 : Spooky World (corto documental) - director
- 1997 : Apartheid Slave-Women's Justice - productor, director, guionista, editor, director de fotografía
- 1998 : Dimensions in Fear - guionista, director, director de fotografía, editor
- 2002 : The Corpse Grinders 2 – productor ejecutivo, director, guionista
- 2002 : Chimera (corto) – productor asociado
- 2004 : Cauldron: Baptism of Blood - productor, director, director de fotografía, guionista, editor
- 2004 : Mark of the Astro-Zombies - productor, director, guionista
- 2006 : Heart of a Boy - productor, guionista, director, director de fotografía
- 2008 : The Wild World of Ted V. Mikels – productor ejecutivo
- 2009 : Demon Haunt - guionista, director, productor, director de fotografía
- 2010 : Astro Zombies: M3 - Cloned - productor, director, director de fotografía, guionista, editor
- 2012 : The Corpse Grinders 3 – productor ejecutivo
- 2013 : Our Forever Friends – productor asociado
- 2014 : Astro Zombies: M4 - Invaders from Cyberspace - productor, director, director de fotografía, guionista, editor
- 2014 : The Parallax Man (corto) – productor ejecutivo
- 2015 : Paranormal Extremes: Text Messages from the Dead – productor ejecutivo, director, director de fotografía, guionista, editor
- 2017 : Ten Violent Women: Part Two - productor, director, director de fotografía, guionista, editor